# Église de la Transfiguration (Polotsk)
Pour les articles homonymes, voir Église de la Transfiguration.

L'église de la Transfiguration ou église de la Transfiguration-du-Sauveur ou encore église du Sauveur de Saint-Euphrosyne (biélorusse : Спаса-Праабражэнская царква) est un édifice orthodoxe du milieu du XIIe siècle, situé à Polotsk en Biélorussie dans le monastère du Sauveur-Sainte-Euphrosyne. Il est construit sur six piliers et n'a qu'une seule coupole. C'est l'édifice le mieux conservé de l'architecture ancienne de la Principauté de Polotsk malgré ses restaurations réalisées dans le style classique. 

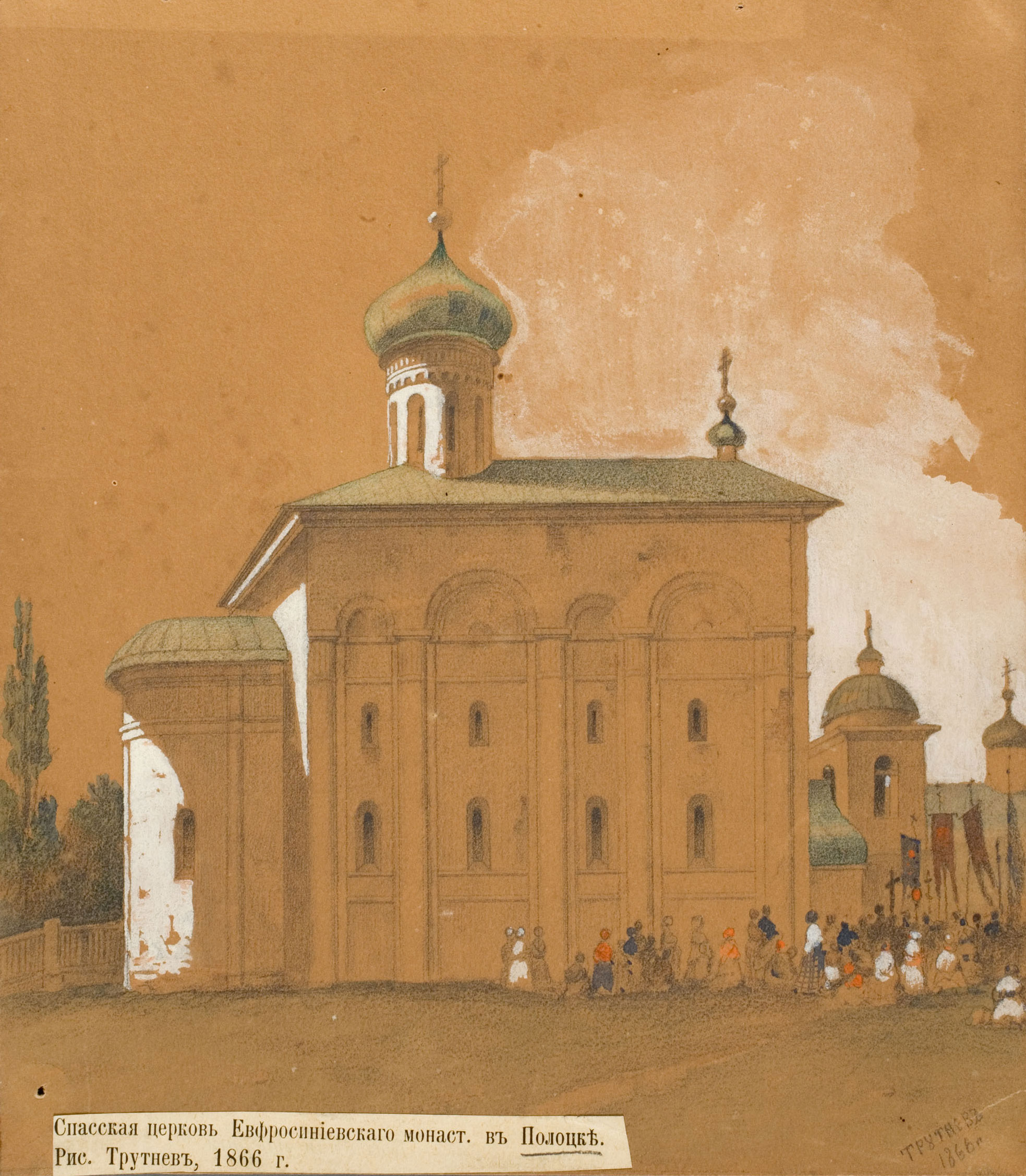
L'église de la Transfiguration au XIXe siècle (I. Troutniev, 1866)

## Architecture
L'église est construite au milieu des années 1150. Comme il ressort de la vie d'Euphrosyne de Polotsk, c'est « Maître Johann » qui dirige les travaux de construction de l'église. Selon Pavel Rappoport, cet architecte est en avance sur son temps par le courage dont il a fait preuve en créant une image tout à fait nouvelle du plan d'église sur piliers, qui dominera l'architecture de la fin du XIIe siècle.

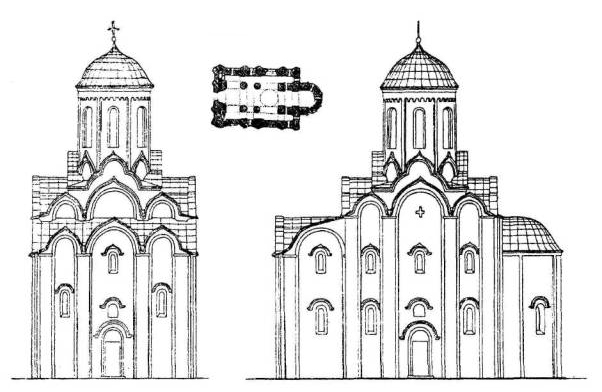
construction initiale à l'époque pré-mongole.

L'édifice est relativement petit, de plan simple, offrant une vue monumentale avec son abside unique. Les traits les plus caractéristiques de la cathédrale du Sauveur dans son état initial sont la prédominance donnée au volume extérieur par rapport à l'intérieur ainsi que la composition étagée des façades. Cette composition étagée très réussie ne se rattache pas à la tradition byzantine, mais peut-être à la tradition locale en bois, .
Le plan de l'église est à croix inscrite avec une abside centrale allongée et élancée. Le porche est constitué de deux niveaux intérieurs. La couverture est originale : une coupole en forme de tour surmonte l'édifice en étant imbriquée par un tambour aux faux arcs de la voûte. Comme à l'église Saint-Michel de Smolensk. C'est une tentative de « Maître Johann» pour donner plus d'élancement vertical à une composition architecturale sur piliers. Il révolutionne ainsi l'architecture de son époque. Il faut en effet attendre 1180, pour voir apparaître des agencements de ce style hors de Polotsk.  

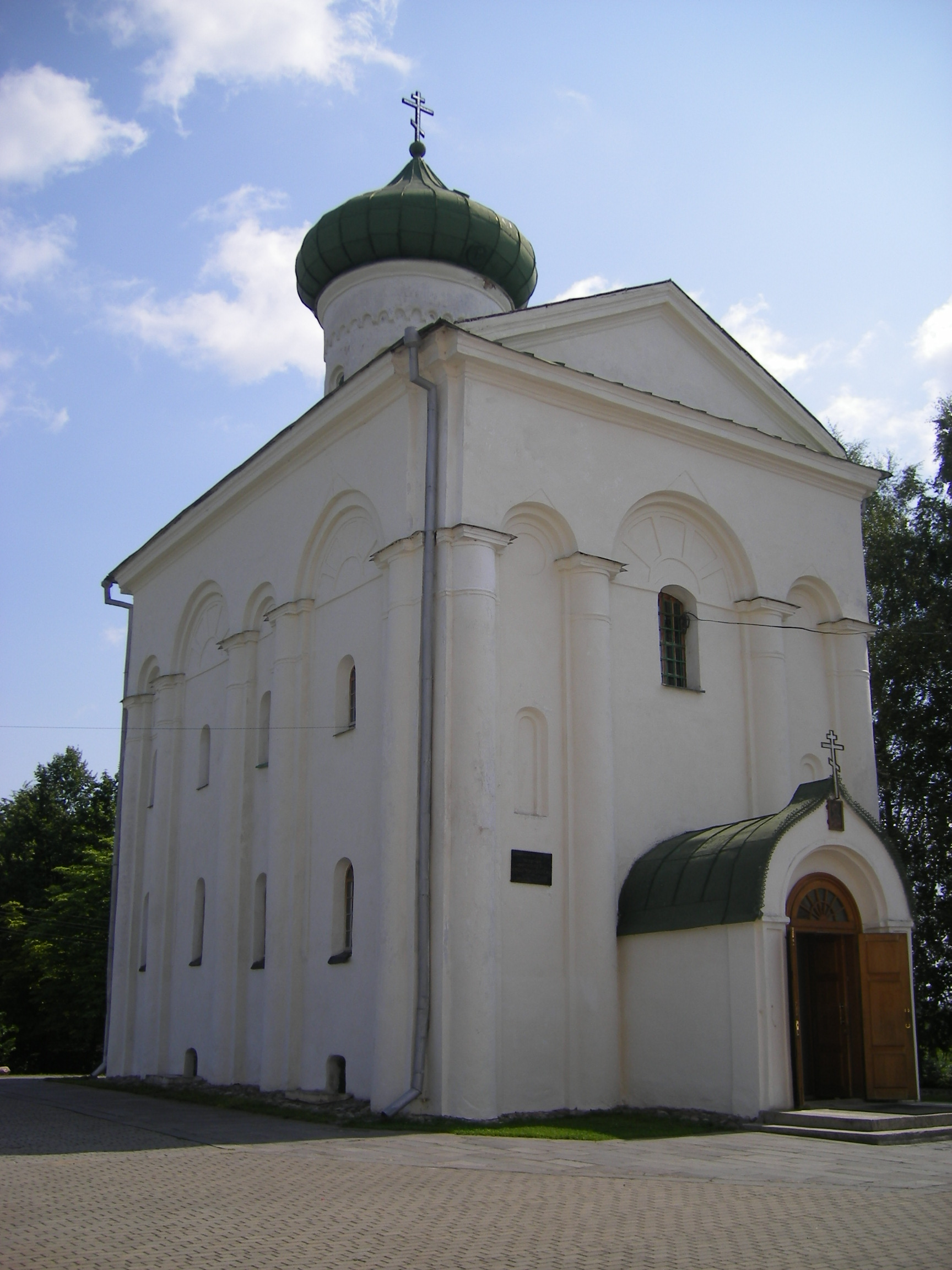
Église de la Transfiguration.

## Situation actuelle
L'église du monastère du Sauveur-Sainte-Euphrosyne est un édifice du XIIe siècle et donc de l'époque pré-mongole de la Rus' entièrement conservé, auquel ont été ajoutés des éléments nouveaux au XVIIe siècle et XIXe siècle au niveau de la toiture. La valeur de l'architecture a été reconnue, malgré son délabrement, dans les années 1830 et l'église a été conservée à ce titre comme « précieux monument russe souvenir de l'architecture ancienne ».
Seul l'examen des reproductions de l'état initial de l'édifice lors de sa construction au XIIe siècle permet de constater les transformations importantes du toit qui sont intervenues là où existaient à l'origine des zakomars et des kokochniks. C'est le cas de nombreux édifice pré-mongols.

## Fresques
Les murs intérieurs sont couverts de fresques du XIIe siècle. Toute la surface peinte a été conservée et nettoyée des surcharges tardives. La restauration complète est terminée en 2015. L'aspect primitif de l'église a été récemment révélé grâce à la découverte d'une fresque du ktitor dans la cellule d'Euphrosyne de Polotsk, dans le chœur de l'église.
Le 3 juin 2007, la coupole de l'église a été dorée et une nouvelle iconostase a été installée le 23 septembre 2009. 

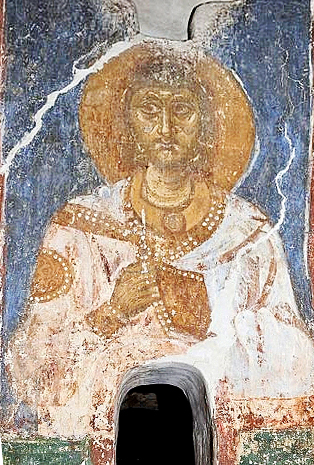
Fresques de l'église Ste Euphrosine de Polotsk
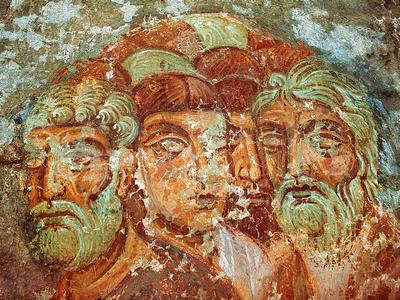
Les apôtres et entrée du Christ à Jérusalem
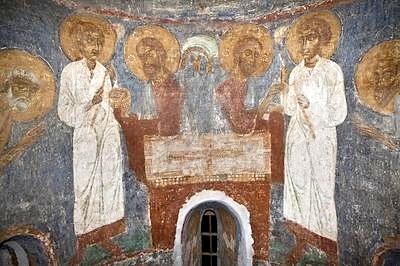
Fresques de Sainte Euphrosine
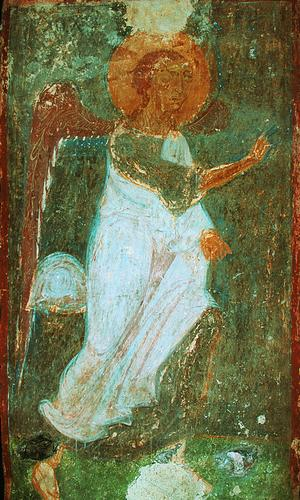
Archange Gabriel à Polotsk